# Ipeľské Predmostie
Ipeľské Predmostie (allemand : Sankt Hedwig,  hongrois : Ipolyhídvég) est un village de Slovaquie situé dans la région de Banská Bystrica.

## Histoire
La première mention écrite du village date de 1252.
La localité fut annexée par la Hongrie après le premier arbitrage de Vienne le 2 novembre 1938. En 1938, on comptait 948 habitants dont 4 d'origine juive. Elle faisait partie du district de Šahy (hongrois : Ipolysági járás). Le nom de la localité avant la Seconde Guerre mondiale était Hidvég. Durant la période 1938 - 1945, le nom hongrois Ipolyhidvég était d'usage. À la libération, la commune a été réintégrée dans la Tchécoslovaquie reconstituée.

## Démographie

### Évolution de la population
| Année:               | 1994. | 2004.   | 2014.   | 2024.    |
| -------------------- | ----- | ------- | ------- | -------- |
| Nombre de personnes: | 689   | 635     | 633     | 547      |
| Différence:          |       | -7,83 % | -0,31 % | -13,58 % |

| Année:               | 2023. | 2024.   |
| -------------------- | ----- | ------- |
| Nombre de personnes: | 553   | 547     |
| Différence:          |       | -1,08 % |